# Eurytion mundum
Eurytion mundum är en mångfotingart som först beskrevs av Chamberlin 1955.  Eurytion mundum ingår i släktet Eurytion och familjen storjordkrypare. Inga underarter finns listade i Catalogue of Life.